# Liste der Gouverneure von Tanganjika

Flagge des Generalgouverneurs von Tanganjika

Liste der Gouverneure von Tanganjika (1919–1961):
Nachdem die britischen Streitkräfte im Ersten Weltkrieg den nördlichen Teil Tansanias besetzten, das bis dahin als Teil Deutsch-Ostafrikas unter deutscher Verwaltung stand, wurde im Oktober 1916 Horace Archer Byatt mit der Generalverwaltung der britisch besetzten Zone beauftragt. Nach dem Völkerbundsmandat von 1919, in dem Tanganjika den Briten zugesprochen wurde, wurde er erster Gouverneur.
Der letzte Amtsinhaber Sir Richard Gordon Turnbull wurde einhergehend mit der Unabhängigkeit Tanganjikas am 9. Dezember 1961 zum Generalgouverneur. Nach der Republikgründung am 9. Dezember 1962 wurde der bisherige Premierminister Julius Nyerere Präsident und neues Staatsoberhaupt Tanganjikas.
| Name                                                  | Personendaten    | Amtszeit                            |
| Sir Horace Archer Byatt                               | (* 1875, † 1933) | 22. Juli 1920 – 5. März 1925        |
| John Scott (amtierend)                                | (* 1878, † 19??) | 1924 – 5. März 1925                 |
| Donald Charles Cameron                                | (* 1872, † 1948) | 5. März 1925 – Januar 1931          |
| Sir Douglas James Jardine (amtierend)                 | (* 1988, † 1946) | 1929                                |
| Sir George Stewart Symes                              | (* 1882, † 1962) | Januar 1931 – Februar 1934          |
| Sir Harold Alfred MacMichael                          | (* 1882, † 1969) | 19. Februar 1934 – 8. Juli 1938     |
| Sir Mark Aitchison Young                              | (* 1886, † 1974) | 8. Juli 1938 – 19. Juli 1941        |
| Sir Wilfrid Edward Francis Jackson                    | (* 1883, † 1971) | 19. Juni 1941 – 28. April 1945      |
| Sir William Denis Battershill                         | (* 1896, † 1959) | 28. April 1945 – 18. Juni 1949      |
| Sir Edward Twining, Baron Twining                     | (* 1899, † 1967) | 18. Juni 1949 – Juni 1958           |
| Sir Richard Gordon Turnbull                           | (* 1909, † 1998) | 15. Juli 1958 – 9. Dezember 1961    |
| Generalgouverneur nach der Unabhängigkeit Tanganjikas |                  |                                     |
| Sir Richard Gordon Turnbull                           | (* 1909, † 1998) | 9. Dezember 1961 – 9. Dezember 1962 |